# Plouay
Plouay är en kommun i departementet Morbihan i regionen Bretagne i nordvästra Frankrike. Kommunen ligger i kantonen Plouay som tillhör arrondissementet Lorient. År 2022 hade Plouay 5 779 invånare.

## Befolkningsutveckling
Antalet invånare i kommunen Plouay
| Referens: INSEE |